# Ипоран-ду-Уэсти
Ипоран-ду-Уэсти (порт. Iporã do Oeste)  —  муниципалитет в Бразилии, входит в штат Санта-Катарина. Составная часть мезорегиона Запад штата Санта-Катарина. Входит в экономико-статистический  микрорегион Сан-Мигел-ду-Уэсти. Население составляет 7615 человек на 2006 год. Занимает площадь 202,369 км². Плотность населения — 37,6 чел./км².
Праздник города —  1 июня.

## История
Город основан 4 января 1988 года.

## Статистика
- Валовой внутренний продукт на 2003 составляет 79.985.672,00 реалов (данные: Бразильский институт географии и статистики).
- Валовой внутренний продукт на душу населения на 2003 составляет 10.340,75 реалов (данные: Бразильский институт географии и статистики).
- Индекс развития человеческого потенциала на 2000 составляет 0,780 (данные: Программа развития ООН).

## География
Климат местности: иезотермический. В соответствии с классификацией Кёппена, климат относится к категории Cfa.